# Zdzisława Krążyńska
Zdzisława Kazimiera Krążyńska (ur. 1942, zm. 3 kwietnia 2020) – polska językoznawczyni, profesor nauk humanistycznych.

## Życiorys
Jest absolwentką Uniwersytetu im. Adama Mickiewicza w Poznaniu (1964). Od 1966 pracuje na macierzystej uczelni, w latach 1987–1988 była zastępcą dyrektora Instytutu Filologii Polskiej, w latach 1988–1993 prodziekanem Wydziału Filologii Polskiej i Klasycznej, od 1993 kierowała Zakładem Języka Polskiego. 19 maja 1999 tytuł naukowy profesora nauk humanistycznych. Jest promotorem 10 prac doktorskich oraz kierownikiem pracy naukowej pt. Fonetyka wielkopolskich rot sądowych opublikowanej 31 lipca 2001.